# こんつ
こんつは日本の男性声優。主にアダルトゲームに出演している。

## 出演作品

### アダルトゲーム

#### 2008年
- 暁の護衛（二階堂 源蔵[1]）
  - 暁の護衛〜プリンシパルたちの休日〜
    - 暁の護衛 ～罪深き終末論～
      - 暁の護衛　トリニティ
- 朝凪のアクアノーツ（会沢 理[2]）
- 淫辱の性姫 〜快姦ニ堕チタ姫〜（グラドゥス[3]）
- ウィザーズクライマー（ヘンドリク[4]）
- X Change Alternative2（桜 優樹[5]）
- ダンジョンクルセイダーズ2 〜永劫の楽土〜（ヒカゲ）
- FANTASICAL（レイヴン）
- ミンナノウタ〜Everyone7s song〜（水上 桜）
- やみツキ!（中務 康平）

#### 2009年
- あきまほ!
- 嘘デレ!（山之辺[6]）
- しこたまスレイブ -あるじで姉妹な天使と悪魔-（クラケン[7]）
- 忍流（鬼松[8]）
- ステルラエクエス コーデックス 〜黄昏の姫騎士〜
- 世界を征服するための、3つの方法（ルカート・マティール[9]）
- Dark Blue 限りなく… 闇に染まるBLUE（吉良 英二[10]、ナイジェル・ローウェン[11]）
- Piaキャロットへようこそ!! 4（神峰 定則）
- フェイクアズール・アーコロジー（織倉 練児）

#### 2010年
- 暁の護衛〜罪深き終末論〜
- 俺のタマノコシに乗ってくれ 〜従妹とメイドと後輩と先輩と先生と〜（藤倉 重郎）
- げきたま! 〜青陵学園演劇部〜（三郎[12]）
- この歌が終わったら -When this song is over-（今泉 均）
- BUNNYBLACK（ゴラン[13]）
- 魔王を征服するための、666の方法（ルカート・マティール[14]）

#### 2011年
- アルテミスブルー（桂 桂馬[15]）
- イヅナ斬審剣（早月 政樹[16]）
- 恋騎士 Purely☆Kiss（南雲 宗善）
- 恋ではなく―― It's not love, but so where near.（須崎 孝一[17]）
- 大帝国（柴神[18]）
- とらバ!（東條 司）
- 必殺痴漢人II（深水 大悟）
- 雪鬼屋温泉記[19]
- 揺り籠より天使まで（切通 ヒロ）[20]
- LEGEND SEVEN 〜白雪姫と7人の英雄〜（西九条 永次）[21]

#### 2012年
- BUNNYBLACK 2[22]
- ふたりはマイエンジェル☆（サタナエル）[23]
- atled-アトレッド-（鹿野泰助）[24]
- 暁の護衛 トリニティ（二階堂源蔵）[25]